# Territori recuperati
Territori recuperati (dal polacco: "Ziemie Odzyskane, letteralmente "Terre riguadagnate") era un termine ufficiale utilizzato dalla Repubblica Popolare di Polonia per descrivere il territorio della Città Libera di Danzica e le parti appartenenti alla Germania prima della seconda guerra mondiale che diventarono polacche dopo di essa.
Il fondamento ideologico del possesso di tali territori stava nel fatto che erano inizialmente parte della tradizionale patria polacca, essendo appartenuti alla dinastia medievale polacca dei Piast.
Con il passare dei secoli, essi subirono l'influenza germanica tramite i processi di insediamento, verso est, da parte dei tedeschi (Ostsiedlung) e di espansione politica (Drang nach Osten).
La grande maggioranza degli abitanti tedeschi fuggirono o furono espulsi dai territori durante le ultime fasi della guerra e, dopo la fine della guerra, solo una piccola minoranza tedesca rimase in alcune zone.
I territori furono ripopolati con i polacchi costretti a lasciare i territori della Polonia dell'Est, che furono annessi dall'Unione Sovietica, ma anche con ucraini, ruteni e altre minoranze reintegrate a forza, con l'operazione Vistola-Oder.
Le autorità comuniste che condussero il ripopolamento rimossero alcune tracce della cultura tedesca, così come nomi e iscrizioni storiche sui palazzi, dai territori attribuiti alla Polonia.
Il confine postbellico tra Germania e Polonia (la Linea Oder-Neiße) fu riconosciuto dalla Repubblica Democratica Tedesca nel 1950 e dalla Germania dell'Ovest nel 1970, e fu confermato dalla Germania riunificata con il trattato sul confine tedesco-polacco del 1990.

## Status legale dei territori
Con il trattato del confine tedesco-polacco successivo alla riunificazione tedesca la Germania riconosce il possesso della Polonia dei territori a est della linea Oder-Neiße.